# Jobrîn
Jobrîn (în ucraineană Жобрин) este localitatea de reședință a comunei Jobrîn din raionul Rivne, regiunea Rivne, Ucraina.

## Demografie
Componența lingvistică a localității Jobrîn
     Ucraineană (99,78%)
     Alte limbi (0,22%)
Conform recensământului din 2001, majoritatea populației localității Jobrîn era vorbitoare de ucraineană (99,78%), existând în minoritate și vorbitori de alte limbi.